# Mäda Primavesi
Mäda Primavesi est un tableau du peintre autrichien Gustav Klimt réalisé en 1912-1913. Cette huile sur toile est le portrait en pied d'une fillette de neuf ans vêtue d'une robe blanche, la composition se divisant derrière elle entre un fond lilas et un sol chargé de motifs floraux et animaliers. L'œuvre fait partie des collections du Metropolitan Museum of Art, à New York, aux États-Unis.
Klimt a également représenté la mère du modèle dans un autre portrait quant à lui conservé au Japon.

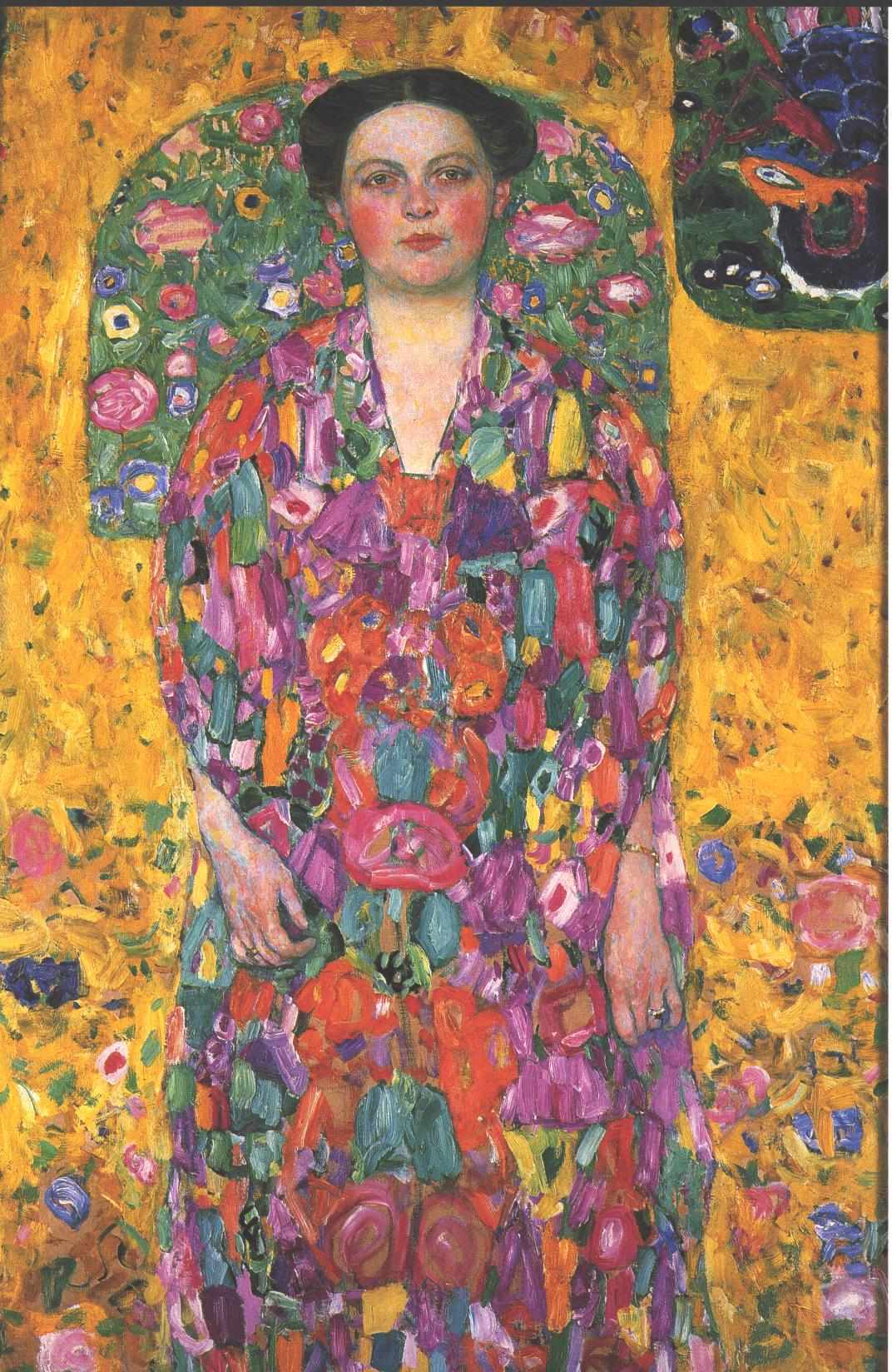
Gustav Klimt, Portrait d'Eugenia Primavesi, 1913-1914 – Musée municipal d'Art de Toyota, Toyota.